# Список особо охраняемых природных территорий Липецкой области
На территории Липецкой области несколько десятков заповедных мест. Рельеф Подонья холмистый и практически не имеет растительности. Редкие участки лесов взяты под охрану государства.

## Заповедники

### Заповедник «Галичья Гора»
Самый маленький заповедник в мире, площадь шести разрозненных участков всего 230 гектар. Ботанический феномен заповедника известен с 1882 года, тогда два профессора МГУ В. Я. Цингер и Д. И. Литвинов с железнодорожной станции «Патриаршия» заметили невдалеке урочище и решили его осмотреть (См. основную статью).
Основным заповедным местом являются несколько участков заповедника «Галичья Гора». Основной расположен на берегу реки Дон у деревни Галичья Гора.
Заповедник «Галичья Гора» создавался с 1925 по 1969 год:
- «Быкова Шея» (1963)
- «Воргольское» (1963)
- «Воронов Камень» (1963)
- «Галичья Гора» (1925)
- «Морозова Гора» (1941)
- «Плющань» (1969)

Рассматривается вопрос по расширению площади заповедника и включению в него новых участков: Липовская гора, Сокольская гора, Аргамач-Пальна, Крутое, Корытня, Воронец.

### Воронежский заповедник
После того как экспедиция Московского университета нашла несколько бобровых поселений на левых притоках реки Воронежа, реках Усмани и Ивнице, в мае 1927 году создан Воронежский государственный бобровый заповедник, которому в 1984 году был присвоен статус биосферного.
Его площадь — 31 тыс. гектаров, из них около 14 тыс. гектаров расположены на территории Усманского района Липецкой области.
С 1933 года на территории заповедника действует Музей природы.

## Заказники
Заказники Липецкой области делятся на зоологические и ландшафтные

### Зоологические заказники
- Липецкий
- Яманский
- Первомайский
- Колодецкий
- Усманский
- Донской
- Задонский

Первый зоологический заказник на территории области был организован в 1934 году. Позднее он был преобразован в Первомайский и Колодецкий заказники. Эта охранная зона была необходима тогда для того, чтобы восстановить популяции редких бобра, кабана, косули, ондатры.
В 1971 году был создан Яманский заказник, а в 1975 году — Липецкий. Самым молодым является Усманский заказник, основанный в 1996 году. Здесь обитают лоси, кабаны, олени, косули, бобры, выдры, белки, куницы, волки, лисы, барсуки, зайцы.
В Донском и Задонском заказниках наряду с оленями, кабанами и косулями водятся тушканчики, степные хорьки, суслики.

### Ландшафтные заказники
- Елецкий
- Краснинский
- Липецкий
- Задонский
- Добровский
- Долговский
- Долина реки Битюг
- Хомутовский
- Верховья Матырского водохранилища
- Добровско-Филатовская пойма реки Воронеж

Одним из первых в Липецкой области был создан Добровский заказник. На 12 тыс. гектаров вдоль реки Воронежа раскинулись сосновые боры и вековые дубравы.
В 1981 году в западной части области были организованы ещё четыре заказника — Елецкий, Задонский, Краснинский и Липецкий.
В 1998 году взяты под охрану типичные лесостепные ландшафты (они стали Хомутовским и Долговским заказниками), долины Битюга и Воронежа с богатейшими пойменными угодиями и верховья Матырского водохранилища, где расположены нерестилища ценных видов рыб и гнездятся редкие птицы.
В 2007 году на территории заказника задонский агрофирмой АПО «Аврора» с нарушением норм водного кодекса и режима заказника начато строительство развлекательного комплекса. Уникальный природный ландшафт сильно изменен.

## Памятники природы

### Геологические памятники природы
- Голубевское обнажение
- Даньшинские пески
- Донские Беседы
- Лебедянский девон
- Лев-Толстовские песчаники
- Тербунские песчаники
- Конь-Камень
- Песчаники реки Олымчик
- Апухтинские песчаники
- Каменная гора
- Низовья Каменного Лога

### Гидрологические памятники природы
- Река Двуречка
- Озеро Каши-Широкое
- Озеро Андреевское
- Озеро Костыль
- Озеро Богородицкое
- Озеро Крутец
- Озеро Спасское
- Озеро Коловоротное
- Озеро Перевальное
- Озеро Малое Остабное
- Озеро Подгорное
- Озеро Большое Остабное
- Озеро Кривое
- Озеро Кривецкая старица
- Озеро Долгое
- Озеро Куркино
- Озеро Излегощее
- Озеро Столпецкое
- Озеро Могилище
- Вербиловский затон
- Озеро Любовицкое
- Озеро Осиновое
- Озеро Совкино
- Озеро Плотское
- Озеро Чёрная Мещерка
- Заланская Лука
- Река Мещерка
- Круглянский затон

### Дендрологические памятники природы
- Парк в селе Плеханово
- Парк в селе Репец
- Парк в селе Коробовка
- Парк в Ельце
- Парк в селе Аннино
- Парк в селе Троекурово
- Парк в селе Петровка
- Парк в селе Пальна-Михайловка
- Парк в селе Полибино
- Парк в селе Тульское
- Парк в селе Баловнёво
- Парк в селе Борки
- Парк в селе Трубетчино
- Парк в селе Красное
- Парк в селе Долгоруково
- Парк в селе Конь-Колодезь
- Парк в селе Стегаловка
- Парк в деревне Денисовка
- Парк в деревне Шаталовка
- Парк в селе Урусово
- Парк в селе Воронец
- Парк в деревне Рязанка
- Парк в посёлке Ключ Жизни
- Нижний парк в Липецке
- Верхний парк в Липецке

## Задонский экологический парк
Парк был создан в Задонском районе в 2004 году. Это — особо охраняемая природная территория «Экологический парк „Задонский“».
Площадь парка — более 400 гектаров (173 га в черте Задонска в пойме реки Тешевка; кроме того, в зону экопарка входит священный живоносный источник Задонского Богородицкого монастыря). В ландшафте парка различные лесные, степные, луговые растения.